# ISAAR(CPF)
ISAAR (CPF), acronimo per International Standard Archival Authority Records for Corporate Bodies, Persons and Families, è uno degli standard descrittivi per gli archivi messo a punto da parte del Consiglio internazionale degli archivi tra il 1993 e il 1995, avente come scopo quello di dare delle indicazioni per la descrizione dei soggetti produttori degli archivi medesimi.

## Descrizione
L'ISAAR è uno standard di descrizione archivistica che ha come obiettivo quello di dare delle indicazioni su come individuare i soggetti produttori e descriverli autonomamente dai complessi archivistici. Tali elementi descrittivi sono, ovviamente, diversi a seconda della tipologia di soggetto produttore, ossia che sia un ente, una famiglia o una singola persona.
Lo standard, pubblicato dall'ICA (International Council on Archives) nel 1996, fu riedito in seguito alla conferenza di Canberra del 2003, è separato nella descrizione archivistica dall'ISAD(G), standard finalizzato alla descrizione dei fondi, in quanto non sempre vi è specularità perfetta tra soggetto produttore e fondo, in quanto un fondo può essere originato da più soggetti produttori:
(ISAAR - documento, punto 1.5)